# Arytainilla barbagalloi
Arytainilla barbagalloi är en insektsart som beskrevs av Rapisarda 1986. Arytainilla barbagalloi ingår i släktet Arytainilla och familjen rundbladloppor. Inga underarter finns listade i Catalogue of Life.